# Hășdate (Gherla), Cluj

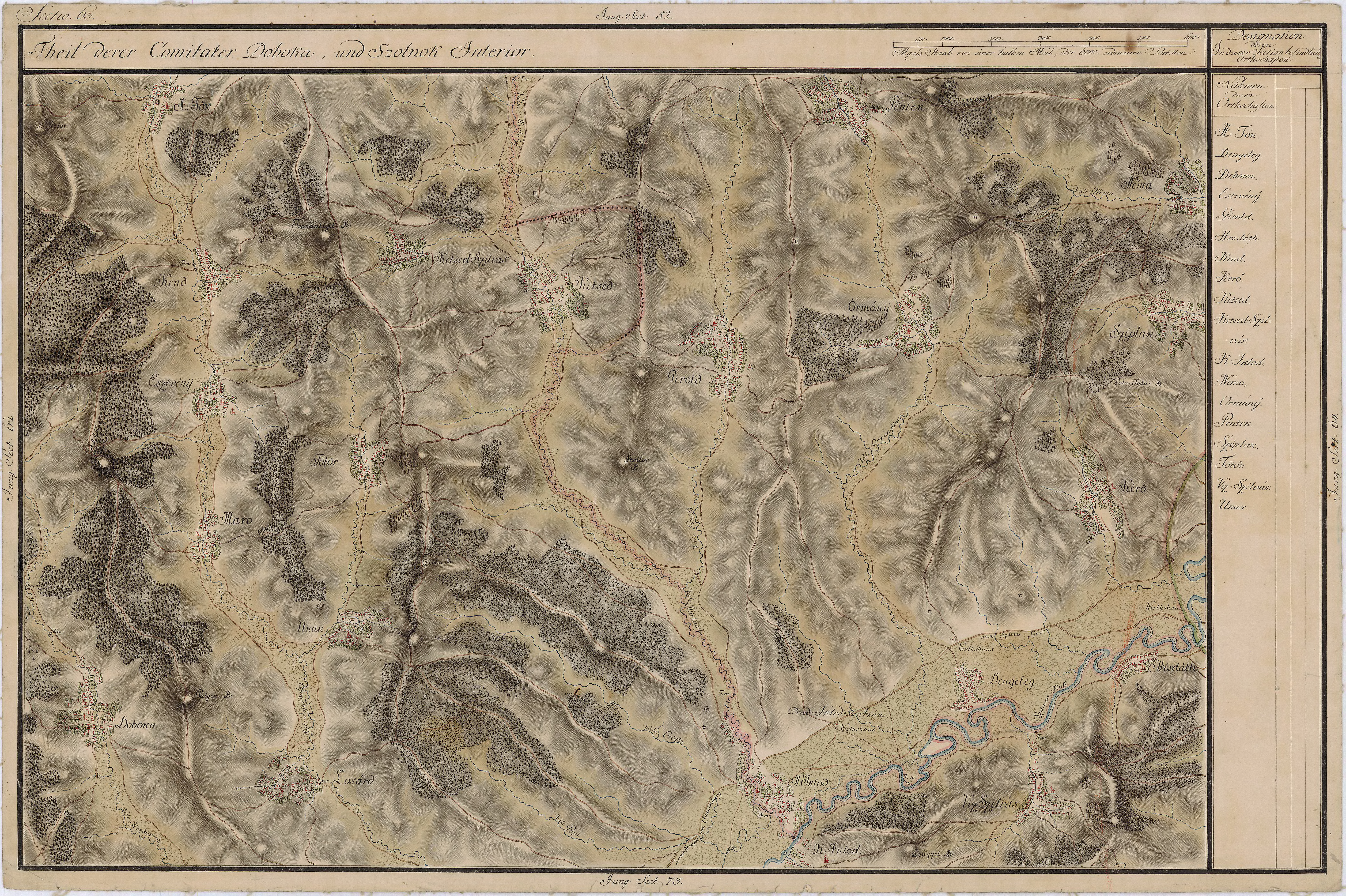
Hășdate pe Harta Iosefină a Transilvaniei, 1769-1773

Hășdate este o localitate componentă a municipiului Gherla din județul Cluj, Transilvania, România.

## Date geografice
În vecinătatea satului se găsește un masiv de sare de-a-lungul Văii Sărate, de formă oval-alungită, situat imediat sub albia văii sau în lunca acesteia. Malurile văii dezvelesc marne și argile tortonian superioare, înclinate sub un unghi mare.

## Galerie de imagini

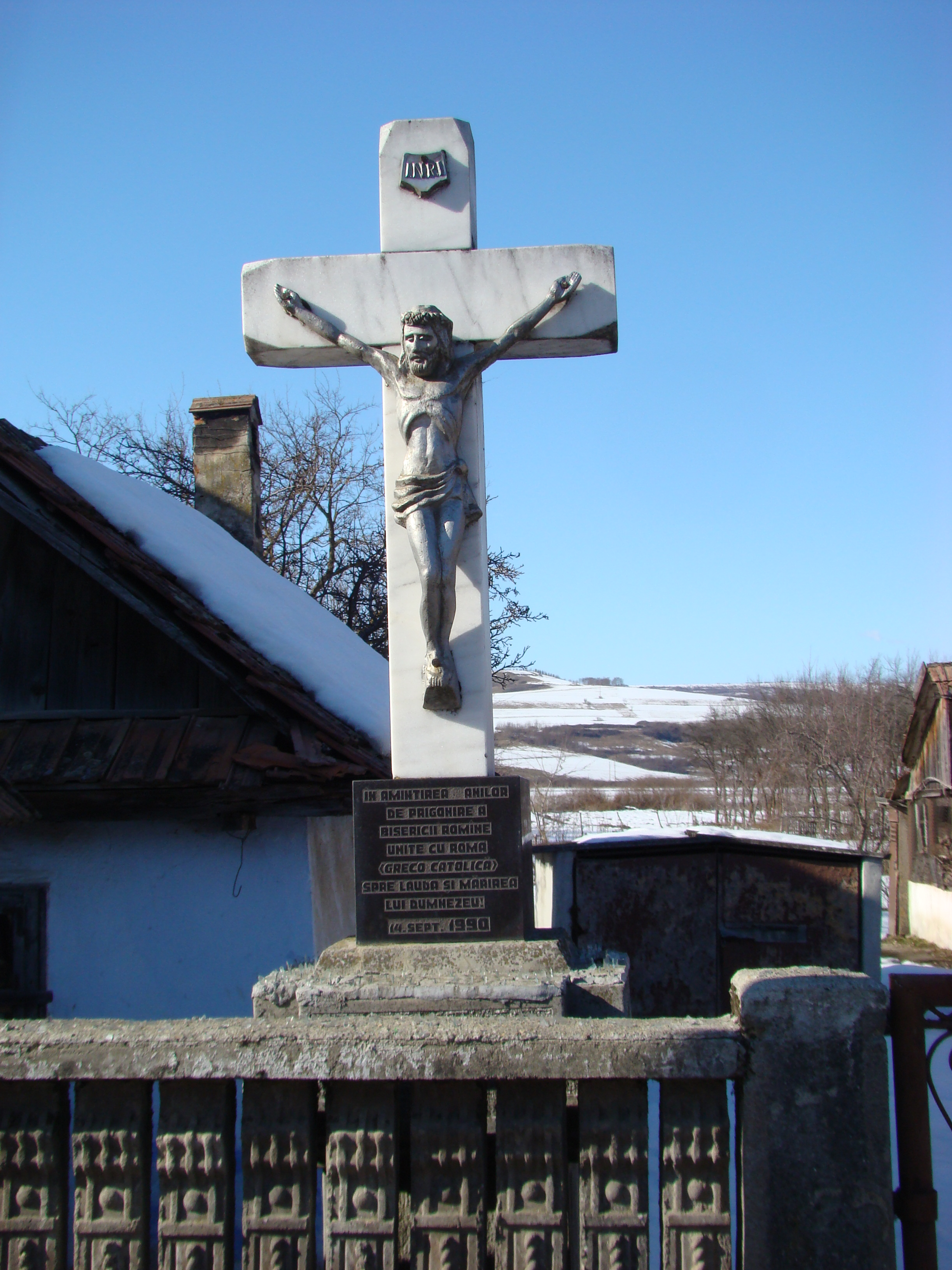
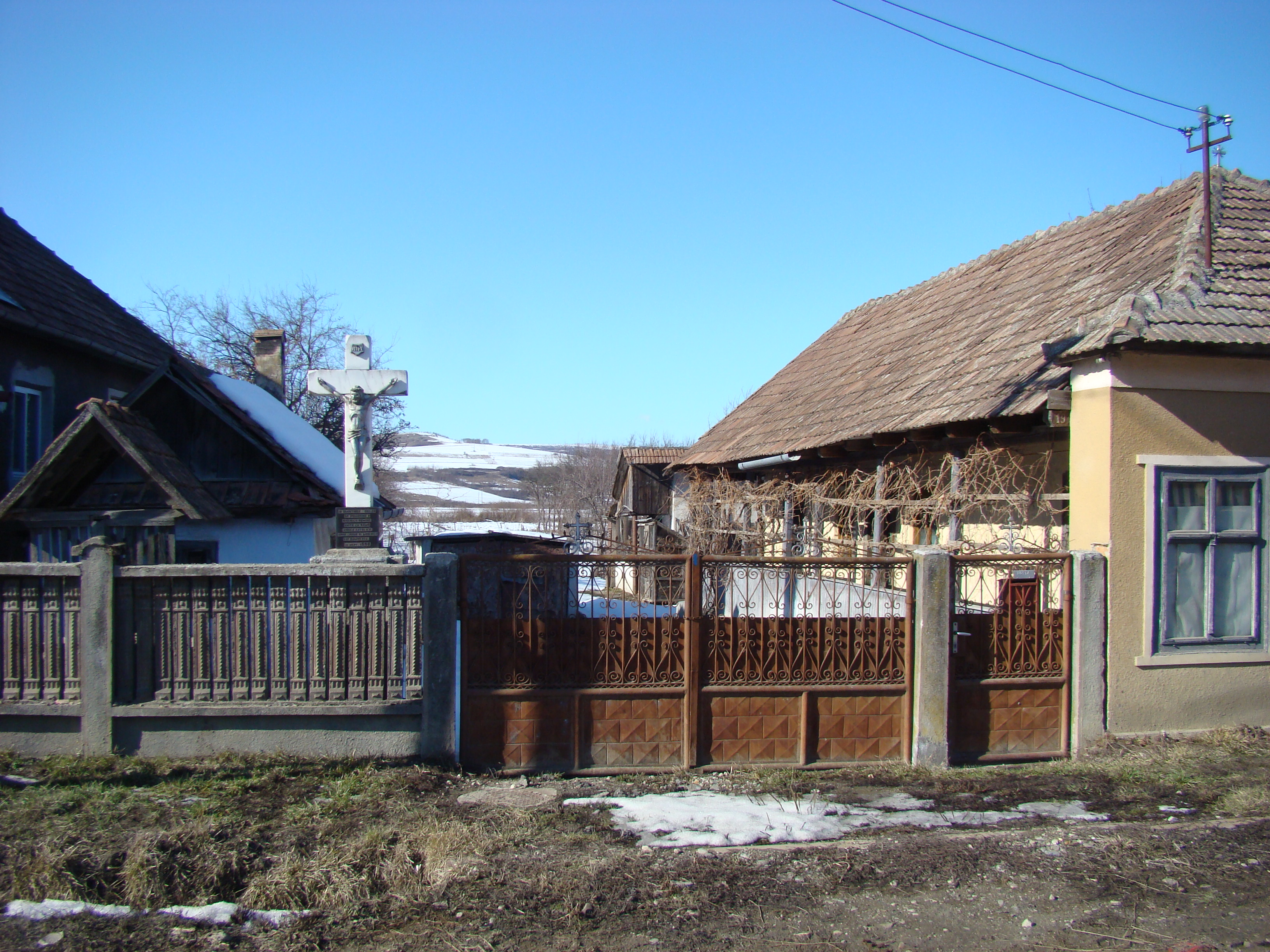
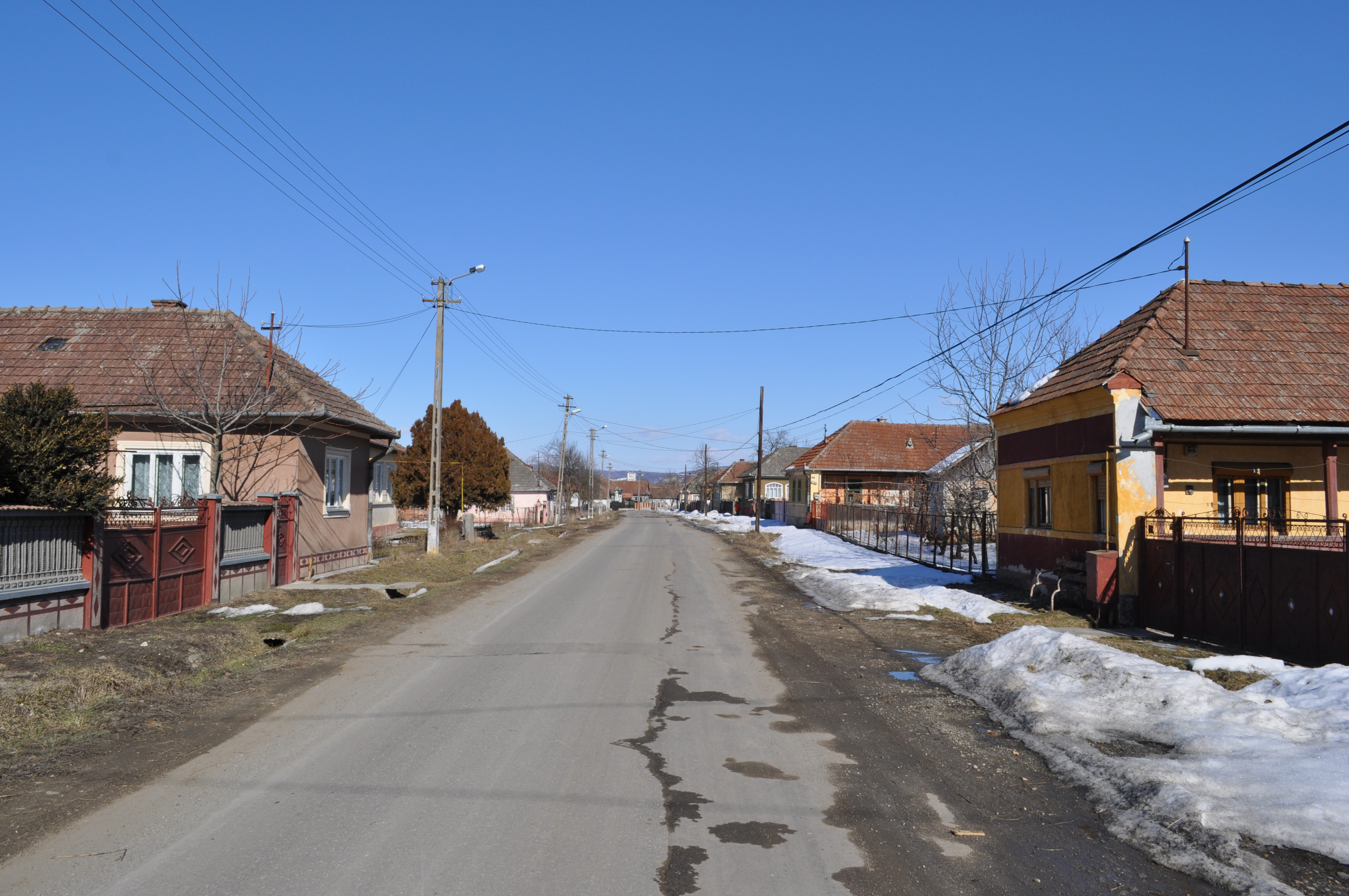
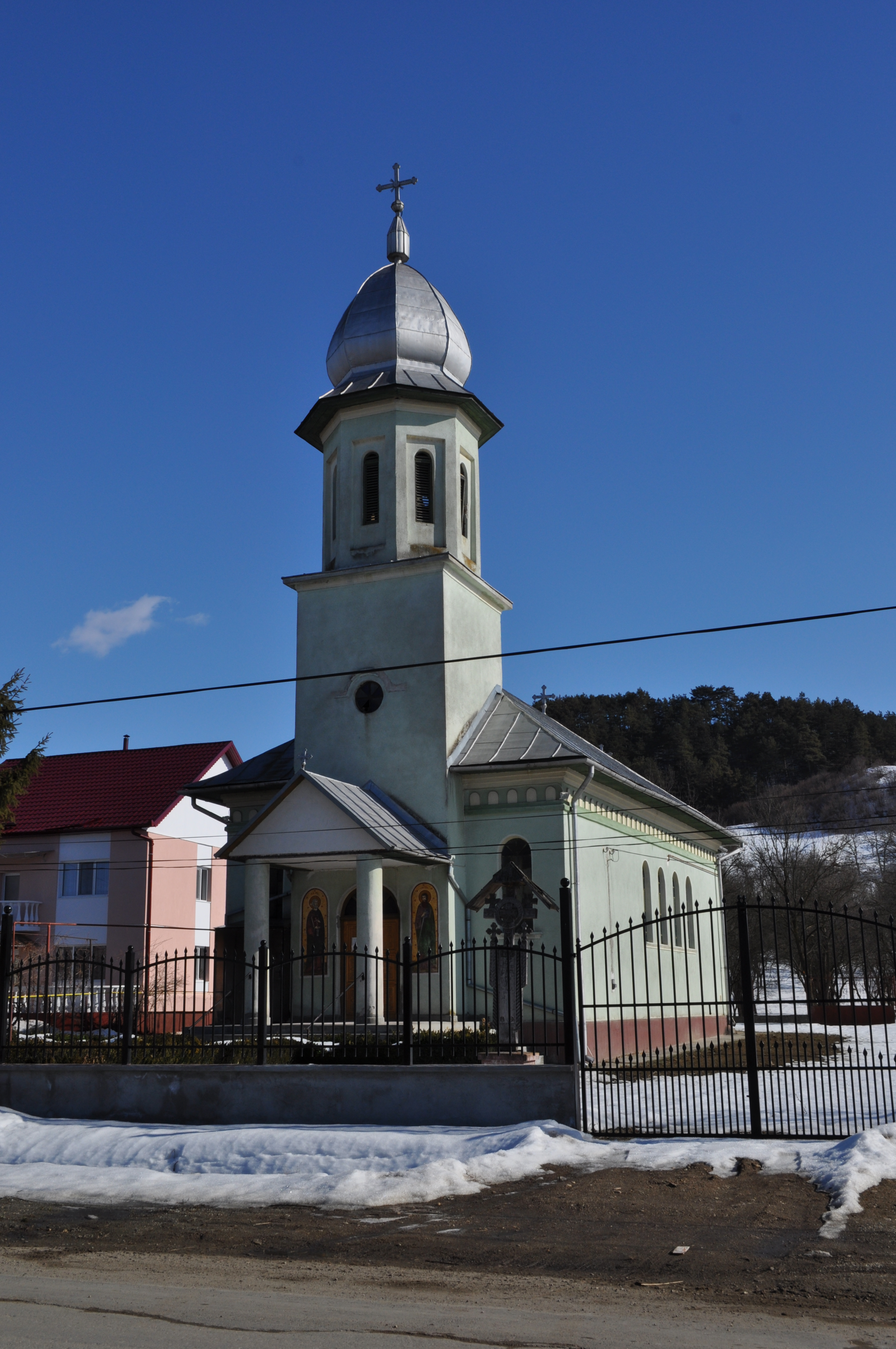